# Dregs of the Earth
| Recensione                          | Giudizio |
| ----------------------------------- | -------- |
| AllMusic                            |          |
| The Rolling Stone Jazz Record Guide |          |

Dregs of the Earth è il quinto album in studio della band fusion statunitense dei Dixie Dregs, pubblicato nel 1980 per mezzo della Arista Records.
L'album ricevette una nomination ai Grammy Award come miglior interpretazione rock strumentale del 1980.

## Accoglienza
L'album ha ricevuto critiche perlopiù positive: nel libro The Rolling Stone Jazz Record Guide, John Swenson ha assegnato come consueto tre stelle su cinque, invece Greg Prato di AllMusic tre stelle e mezzo su cinque.

## Tracce
Musiche di Steve Morse.
7"
- Lato A

1. Road Expense – 3:24
2. Pride o' the Farm – 3:40
3. Twiggs Approved – 4:29
4. Hereafter – 6:21

- Lato B

1. The Great Spectacular – 3:20
2. Broad Street Strut – 3:54
3. I'm Freaking Out – 9:06
4. Old World – 2:00

CD, LP
1. Road Expense – 3:24
2. Pride o' the Farm – 3:40
3. Twiggs Approved – 4:29
4. Hereafter – 6:21
5. The Great Spectacular – 3:20
6. Broad Street Strut – 3:54
7. I'm Freaking Out – 9:06
8. Old World – 2:00

## Formazione
Dixie Dregs
- Steve Morse – chitarra
- Terry Lavitz – tastiere
- Allen Sloan – violino, viola
- Andy West – basso
- Rod Morgenstein – batteria, percussioni

Produzione
- George Pappas, Skoots Lyndon - ingegneria del suono
- Cheryl Bordagaray - assistente ingegneria
- Steve Morse - produzione
- Lloyd M. Segal - produttore esecutivo
- George Marino - mastering

## Classifiche
| Classifica (1980) | Posizione massima | Numero di settimane in classifica |
| ----------------- | ----------------- | --------------------------------- |
| Stati Uniti       | 81                | 17                                |